# Distretto di Santa Ana de Tusi
Il distretto di Santa Ana de Tusi è uno degli otto distretti della provincia di Daniel Alcides Carrión, in Perù. Si trova nella regione di Pasco e si estende su una superficie di 353,11 chilometri quadrati.
Istituito il 12 gennaio 1956, ha per capitale la città di Santa Ana de Tusi.